# دواين تشامبرز
دواين تشامبرز (بالإنجليزية: Dwain Chambers) مواليد 5 أبريل 1978 في لندن، هو عداء بريطاني متخصص في سباق 100 متر. شارك في دورة الألعاب الأولمبية. فاز بجائزة أفضل لاعب قوى في أوروبا.

## الميداليات
| الميدالية | المسابقة                                    |
| --------- | ------------------------------------------- |
| فضية      | بطولة العالم لألعاب القوى 1999              |
| برونزية   | بطولة العالم لألعاب القوى 1999              |
| ذهبية     | بطولة العالم لألعاب القوى داخل الصالات 2010 |
| فضية      | بطولة العالم لألعاب القوى داخل الصالات 2008 |
| برونزية   | بطولة العالم لألعاب القوى داخل الصالات 2012 |
| ذهبية     | بطولة أوروبا لألعاب القوى 2006              |
| فضية      | بطولة أوروبا لألعاب القوى 1998              |
| ذهبية     | بطولة أوروبا لألعاب القوى داخل الصالات 2009 |
| فضية      | بطولة أوروبا لألعاب القوى داخل الصالات 2011 |
| ذهبية     | بطولة أوروبا لألعاب القوى للناشئين 1995     |
| ذهبية     | بطولة أوروبا لألعاب القوى للناشئين 1995     |
| ذهبية     | بطولة أوروبا لألعاب القوى للناشئين 1997     |
| ذهبية     | بطولة أوروبا لألعاب القوى للناشئين 1997     |
| ذهبية     | دورة ألعاب الكومنولث 1998                   |

## روابط خارجية
- دواين تشامبرز على موقع الاتحاد الدولي لألعاب القوى (الإنجليزية)
- دواين تشامبرز على موقع ThePowerOf10.info (الإنجليزية)
- دواين تشامبرز على موقع الدوري الماسي (الإنجليزية)
- دواين تشامبرز على موقع أوليمبيديا (الإنجليزية)
- دواين تشامبرز على موقع اللجنة الأولمبية البريطانية (الإنجليزية)
- دواين تشامبرز على موقع اتحاد ألعاب الكومنولث (مؤرشف) (الإنجليزية)